# Anton Zabolotny
Anton Konstantinovich Zabolotny (tiếng Nga: Антон Константинович Заболотный; sinh ngày 13 tháng 6 năm 1991) là một cầu thủ bóng đá người Nga. Anh chơi ở vị trí tiền đạo cho Zenit St. Petersburg.

## Sự nghiệp câu lạc bộ
Vào ngày 12 tháng 12 năm 2017, anh ký bản hợp đồng 3,5 năm cùng với Zenit St. Petersburg.

### Thống kê sự nghiệp
Tính đến 16 tháng 5 năm 2021
| Câu lạc bộ                    | Mùa giải             | Giải vô địch                | Giải vô địch | Giải vô địch | Cúp     | Cúp       | Châu lục | Châu lục  | Tổng cộng | Tổng cộng |
| Câu lạc bộ                    | Mùa giải             | Hạng đấu                    | Số trận      | Bàn thắng    | Số trận | Bàn thắng | Số trận  | Bàn thắng | Số trận   | Bàn thắng |
| ----------------------------- | -------------------- | --------------------------- | ------------ | ------------ | ------- | --------- | -------- | --------- | --------- | --------- |
| P.F.K. CSKA Moskva            | 2008                 | Giải bóng đá ngoại hạng Nga | 0            | 0            | 0       | 0         | –        | –         | 0         | 0         |
| P.F.K. CSKA Moskva            | 2009                 | Giải bóng đá ngoại hạng Nga | 0            | 0            | 0       | 0         | 0        | 0         | 0         | 0         |
| P.F.K. CSKA Moskva            | 2010                 | Giải bóng đá ngoại hạng Nga | 0            | 0            | 0       | 0         | 0        | 0         | 0         | 0         |
| F.K. Volgar-Gazprom Astrakhan | 2010                 | FNL                         | 16           | 6            | 1       | 0         | –        | –         | 17        | 6         |
| FC Ural Yekaterinburg         | 2011–12              | FNL                         | 21           | 6            | 1       | 0         | –        | –         | 22        | 6         |
| F.K. Dynamo Bryansk           | 2011–12              | FNL                         | 13           | 2            | –       | –         | –        | –         | 13        | 2         |
| P.F.K. CSKA Moskva            | 2012–13              | Giải bóng đá ngoại hạng Nga | 0            | 0            | 0       | 0         | 0        | 0         | 0         | 0         |
| P.F.K. CSKA Moskva            | Tổng cộng (2 spells) | Tổng cộng (2 spells)        | 0            | 0            | 0       | 0         | 0        | 0         | 0         | 0         |
| F.K. Ufa                      | 2012–13              | FNL                         | 5            | 1            | –       | –         | –        | –         | 5         | 1         |
| F.K. Ufa                      | 2013–14              | FNL                         | 25           | 4            | 1       | 0         | –        | –         | 26        | 4         |
| F.K. Ufa                      | Tổng cộng            | Tổng cộng                   | 30           | 5            | 1       | 0         | 0        | 0         | 31        | 5         |
| FC Fakel Voronezh             | 2014–15              | PFL                         | 19           | 10           | 0       | 0         | –        | –         | 19        | 10        |
| FC Fakel Voronezh             | 2015–16              | FNL                         | 18           | 1            | 1       | 0         | –        | –         | 19        | 1         |
| FC Fakel Voronezh             | Tổng cộng            | Tổng cộng                   | 37           | 11           | 1       | 0         | 0        | 0         | 38        | 11        |
| F.K. Tosno                    | 2015–16              | FNL                         | 10           | 4            | –       | –         | –        | –         | 10        | 4         |
| F.K. Tosno                    | 2016–17              | FNL                         | 32           | 16           | 2       | 0         | –        | –         | 34        | 16        |
| F.K. Tosno                    | 2017–18              | Giải bóng đá ngoại hạng Nga | 19           | 4            | 0       | 0         | –        | –         | 19        | 4         |
| F.K. Tosno                    | Tổng cộng            | Tổng cộng                   | 61           | 24           | 2       | 0         | 0        | 0         | 63        | 24        |
| F.K. Zenit Sankt Peterburg    | 2017–18              | Giải bóng đá ngoại hạng Nga | 10           | 1            | –       | –         | 4        | 0         | 14        | 1         |
| F.K. Zenit Sankt Peterburg    | 2018–19              | Giải bóng đá ngoại hạng Nga | 16           | 0            | 2       | 1         | 12       | 2         | 30        | 3         |
| F.K. Zenit Sankt Peterburg    | Tổng cộng            | Tổng cộng                   | 26           | 1            | 2       | 1         | 16       | 2         | 44        | 4         |
| FC Zenit-2 Saint Petersburg   | 2019–20              | PFL                         | 3            | 1            | –       | –         | –        | –         | 3         | 1         |
| PFC Sochi                     | 2019–20              | Russian Premier League      | 21           | 5            | 1       | 0         | –        | –         | 22        | 5         |
| PFC Sochi                     | 2020–21              | Russian Premier League      | 27           | 9            | 3       | 1         | –        | –         | 30        | 10        |
| PFC Sochi                     | Tổng cộng            | Tổng cộng                   | 48           | 14           | 4       | 1         | 0        | 0         | 52        | 15        |
| Tổng cộng sự nghiệp           | Tổng cộng sự nghiệp  | Tổng cộng sự nghiệp         | 255          | 70           | 12      | 2         | 16       | 2         | 286       | 75        |

## Quốc tế
Anh có màn ra mắt cho Đội tuyển bóng đá quốc gia Nga vào ngày 7 tháng 10 năm 2017 trong trận giao hữu với Hàn Quốc.
Vào ngày 11 tháng 5 năm 2018, anh có tên trong đội hình sơ loại của Nga tham dự Giải vô địch bóng đá thế giới 2018 với vai trò dự bị.

### Bàn thắng quốc tế
Tính đến 10 tháng 9 năm 2018
|    | Ngày                 | Địa điểm                                       | Đối thủ      | Bàn thắng | Kết quả | Giải đấu                 |
| -- | -------------------- | ---------------------------------------------- | ------------ | --------- | ------- | ------------------------ |
| 1. | 10 tháng 9 năm 2018  | Rostov Arena, Rostov-on-Don, Nga               | Cộng hòa Séc | 2–0       | 5–1     | Giao hữu                 |
| 2. | 11 tháng 11 năm 2021 | Sân vận động Krestovsky, Saint Petersburg, Nga | Síp          | 5–0       | 6–0     | Vòng loại World Cup 2022 |